# NK Mladost Tiborjanci
NK Mladost je nogometni klub iz Tiborjanaca, naselja u sastavu grada Belišća u Osječko-baranjskoj županiji.
NK Mladost je član Nogometnog središta Valpovo te Županijskog nogometnog saveza Osječko-baranjske županije.
U klubu treniraju trenutačno i natječu se samo seniori u sklopu 2. ŽNL Osječko-baranjske NS Valpovo gdje ušao kao prvak 3. ŽNL Lige NS Valpovo. Klub je osnovan 1951.

## Uspjesi kluba
2021./22. - prvaci 3. ŽNL Osječko-baranjske Lige NS Valpovo

## Vanjska poveznice
- Službene stranice grada Belišća